# Tell Mashnaqa
 (août 2024).
 (août 2024).
Si vous disposez d'ouvrages ou d'articles de référence ou si vous connaissez des sites web de qualité traitant du thème abordé ici, merci de compléter l'article en donnant les références utiles à sa vérifiabilité et en les liant à la section « Notes et références ».
Tell Mashnaqa est un site archéologique de la vallée du Khabur, en Syrie, occupé depuis l'époque d'Obeïd jusqu'à celle d'Uruk et sans doute au-delà, jusqu'aux périodes hellénistique et romaine.
Tell Mashnaqa a été fouillé jusqu'à la mise en eau du site après la construction du barrage du Khabur[Quand ?]. Une mission danoise portant sur la période obéidienne, puis une mission française de l'IFPO (ex IFAPO) portant sur les périodes de Uruk et l'âge du bronze se sont rendues sur le site pour procéder aux fouilles. Ces dernières ont fait l'objet d'un rapport en 1998 de Dominique Beyer intitulé Les fouilles françaises de Mashnaqa.